# نهر وادي الرملة
نهر وادي الرملة هو نهر في إسبانيا. أحد روافد نهر تاجة ، وهو أطول نهر في شبه الجزيرة الإيبرية ، ومصدر نهر وادي الرملة من جبال وادي الرملة في منطقة مدريد في الجزء الأوسط من البلاد على ارتفاع 1,900 متر (6,200 قدم).

## المسار
يتدفق وادي الرملة من الشمال إلى الجنوب 131.80 كيلومتر (81.90 ميل) من خلال المجتمع المستقل قشتالة والمنشف ومقاطعة طليطلة حيث يفرغ في نهر تاجة.

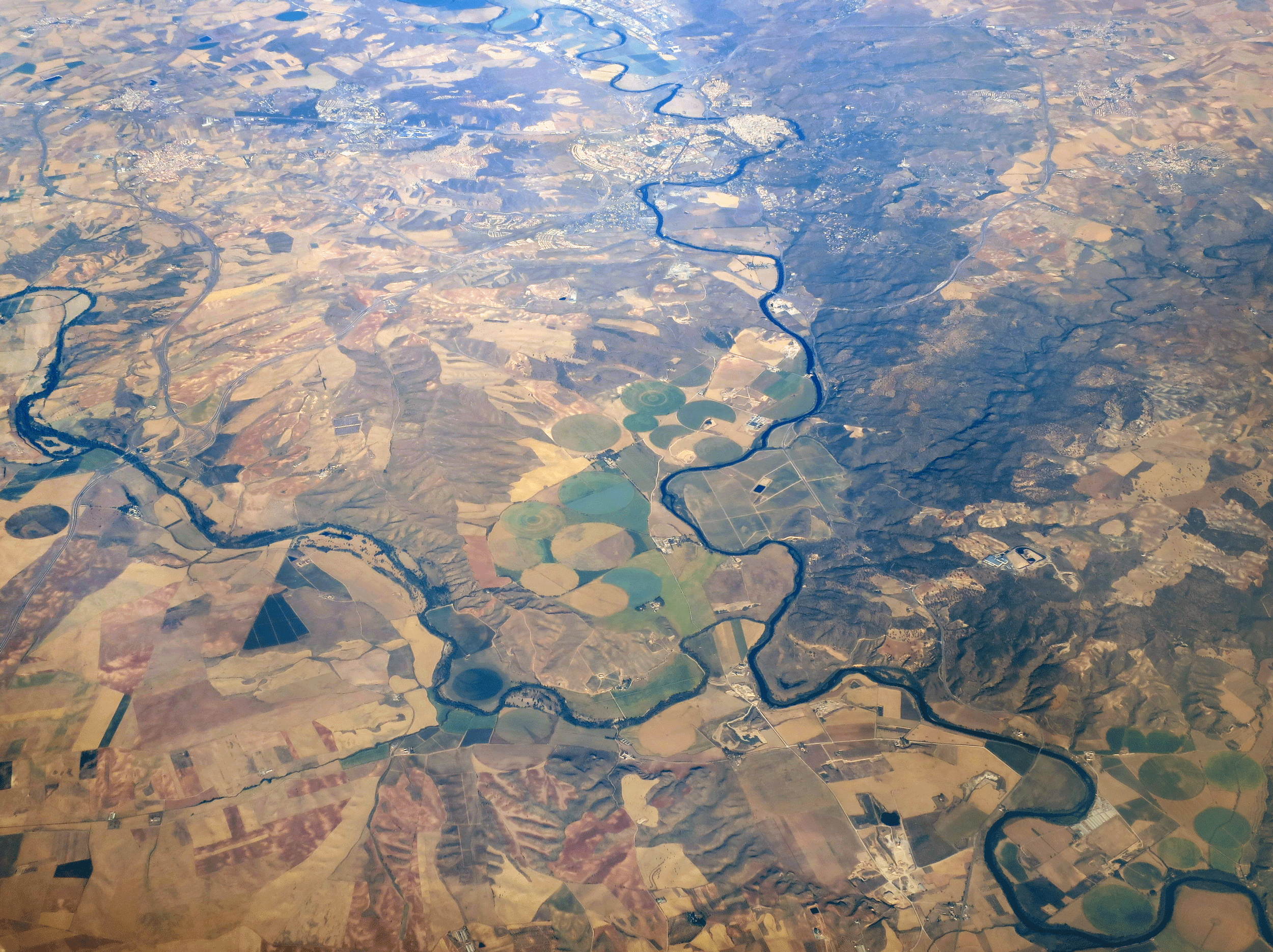
منظر جوي لمكان انصباب وادي الرملة إلى تاجة